# 杰西卡·弗雷德里奇
杰西卡·弗雷德里奇（Jessica Fridrich）是宾汉顿大学教授，她也是世界上最快的、使用最广泛的魔方解法CFOP的发明人。她的方法是基于层先方法的，使用尽量少的公式和旋转步骤来提高速度。
杰西卡在生活中是一个水印鉴定、电力电氣、数字映像法医鉴定领域的专家，尤其在电力方面。她的实验室位于纽约州立大学。